# Laborismo

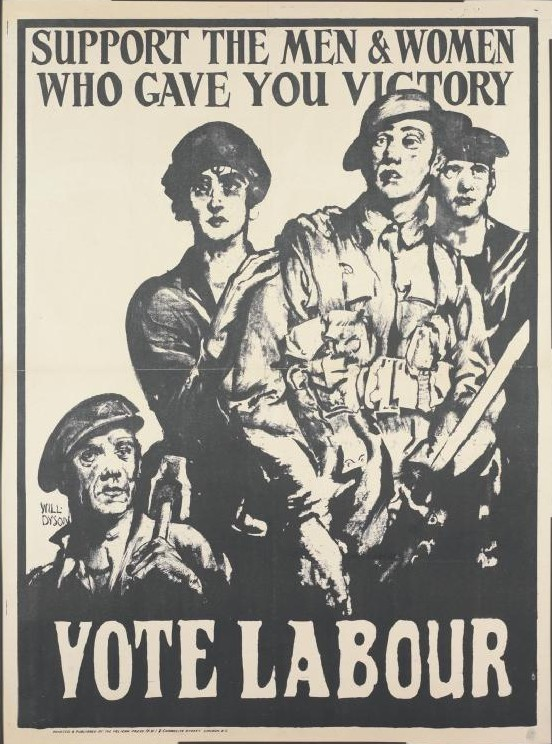
Publicidad del Partido Laborista Británico de 1918

El laborismo es un movimiento político situado a la izquierda del espectro político, propio del Reino Unido y otros países, que comparte similitudes con otras culturas políticas de izquierdas, como la socialdemocracia.
El movimiento obrero se desarrolló como una respuesta al capitalismo y a la Revolución Industrial de finales del siglo XVIII y principios del XIX, aproximadamente al mismo tiempo que el socialismo. Los primeros objetivos del movimiento fueron el derecho a sindicalizarse, el derecho al voto, la democracia y la semana laboral de 40 horas. A medida que estos se lograron en muchas de las economías avanzadas de Europa occidental y América del Norte en las primeras décadas del siglo XX, el movimiento laboral se expandió a cuestiones de bienestar y seguro social, distribución de la riqueza y distribución de ingresos, servicios públicos como la atención médica y la educación, la vivienda social y la propiedad común.

## Historia
Define tanto una orientación ideológica como política. Surge a mediados del siglo XIX, cuando se consolidó el movimiento sindical británico (las Trade Unions). Sus manifestaciones políticas fueron inicialmente como grupo de presión, por pase a la actividad política del movimiento obrero y de sus dirigentes. Se suele utilizar la expresión correa de transmisión para hacer referencia a la dependencia sindical del Partido Laborista, mientras que en otras tradiciones políticas (especialmente en el Partido Socialdemócrata de Alemania y los partidos comunistas) la iniciativa correspondía al partido, de donde se transmitía al sindicato.

### Reino Unido
Aunque el laborismo se sitúa como parte del socialismo de origen marxista, a partir de finales del siglo XIX, el revisionismo acentuó la moderación del laborismo británico, renunciando a la perspectiva de una revolución proletaria y permitiendo que en la Primera Guerra Mundial se comportara como un partido más en apoyo del esfuerzo bélico, exigiendo únicamente mayor justicia social o mejoras en las condiciones laborales, al entender que la estrategia de apoyar al estado haría que pudiera influirse en él en beneficio de la clase trabajadora. En el período de entreguerras llegó a ser partido de gobierno, aunque brevemente (Ramsay MacDonald, 1924). Al final de la Segunda Guerra Mundial, el laborista Clement Attlee derrotó electoralmente a Winston Churchill (1945) e inició una etapa de aplicación de la política de estado del bienestar y de planificación estatal que incluía la protección social desde la cuna hasta la tumba (véase Estado del bienestar inglés). 
La condición mayoritaria del sistema de representación parlamentaria británico hizo que el partido liberal (whig) funcionara como partido bisagra entre el conservador (tory) y el laborista hasta los años setenta (gobiernos de Harold Wilson). Tras el prolongado periodo conservador de los años ochenta y primeros noventa (el thatcherismo, que insistía en la eliminación del poder político y social de los sindicatos), la ubicación con la que se suele identificar el laborismo es marcadamente centrista o de centro izquierda, en lo que se denomina reformismo, social liberalismo o más frecuentemente (con el nombre que identificó la propuesta de Anthony Giddens) Tercera Vía, aplicado a los gobiernos de Tony Blair y Gordon Brown, de finales de los noventa y la primera década del siglo XXI.